# Arenivaga apacha
Arenivaga apacha är en kackerlacksart som först beskrevs av Henri Saussure 1893.  Arenivaga apacha ingår i släktet Arenivaga och familjen Polyphagidae. Inga underarter finns listade i Catalogue of Life.